# Luis Andrés Bredlow
Luis Andrés Bredlow Wenda (Augsburg, 3 de agosto de 1958 - Tarrasa, 8 de septiembre de 2017) fue un sociólogo de estudios, filósofo, poeta, traductor y profesor español de la facultad de filosofía de la Universidad de Barcelona.
Catálogo de la Biblioteca personal de Bredlow, ubicada en el Zapateneo: calle Zapatería 93 de Vitoria.

## Biografía
En 2015, Luis Andrés Bredlow publicó Ensayos de herejía (Pepitas de Calabaza) en los que intenta identificar una serie de fenómenos contemporáneos (el turismo, las drogas, la fe en la democracia, el culto a la alta velocidad, etc.) que son la manifestación concreta de las ideas que hoy ocupan el lugar del antiguo dios monoteísta: el Estado, el dinero, el trabajo, el futuro, el progreso, etc.

## Publicaciones
- La ribera invisible, poesía, Ribera, Barcelona, 1989.
- Limbario de aturdimientos, Ribera, Barcelona, 1995.
- Ensayos de herejía, Pepitas de Calabaza, Logroño, 2015.

### Traducciones y ediciones
- Ret Marut (B. Traven), La destrucción de nuestro sistema del mundo por la curva de Mar. Traducción de Luis Andrés Bredlow, presentación de Agustín García Calvo, Lucina, Zamora, 2001.
- Kant esencial. Introducción y antología de textos, Montesinos, Barcelona, 2010.
- Diógenes Laercio, Vidas y opiniones de los filósofos ilustres, traducidas y comentadas por Luis Andrés Bredlow, Lucina, Zamora, 2010.
- (En colaboración con Miguel Candel Sanmartín) Alejandro de Afrodisias, Sobre el alma, traducción, introducción y notas, Editorial Académica Española, Saarbrücken, 2013.
- Max Stirner, Escritos menores, prólogo y traducción de Luis Andrés Bredlow, Pepitas de Calabaza, Logroño, 2013.
- Gorgias de Leontinos, De lo que no es o de la naturaleza. Los testimonios. Edición crítica, traducción e introducción, Anthropos, Barcelona, 2016.
- Parménides. Edición critica, versión ritmica y paráfrasas del poema por Augustin García Calvo. Editadas con prolegómenos, comentario y textos de las fuentes y los testimonios indirectos por Luis-Andrés Bredlow.